# Mona Inglesby
 (février 2017).
Si vous disposez d'ouvrages ou d'articles de référence ou si vous connaissez des sites web de qualité traitant du thème abordé ici, merci de compléter l'article en donnant les références utiles à sa vérifiabilité et en les liant à la section « Notes et références ».
Mona Inglesby (1918-2006) est une danseuse et chorégraphe britannique.

## Enfance et apprentissage
Mona Inglesby naît à Londres d'une mère britannique et d'un père néerlandais homme d'affaires, Beatrix Anne Inglesby et Julius Cato Vredenburg. Elle débute la danse très jeune, et à 12 ans, elle est acceptée dans l'école de Marie Rambert. Cette formation est complétée par les enseignements de Tamara Karsavina et Vera Volkova, installées à Londres après avoir fui la Russie bolchevique. Elle apparaît par la suite avec le Ballet du Club (devenu le Ballet Rambert en 1934), au Mercury Theatre de Notting Hill Gate et, à 15 ans, elle danse la partie du Papillon dans le Carnaval de Mikhail Fokine au côté d'artistes tels que Frederick Ashton en Pierrot, Harold Turner en Arlequin, Alicia Markova en Colombine et Antony Tudor en Eusèbe.
Cependant, insatisfaite de la méthode Cecchetti enseignée par Rambert, elle décide de prendre des leçons dans le système traditionnel Mariinsky de Lioubov Iegorova, Mathilde Kschessinska et Olga Preobrajenska, à Paris, et avec Nicolas Legat à Londres. Cette décision affectera sa relation avec Marie Lambert.

## Carrière en tant que danseuse
Son association avec le Ballet Rambert se termine lorsque Egorova lui obtient une invitation à danser avec le Ballet Russe de la société de Basil à la saison au Royal Opera House, Covent Garden en 1939:36. Elle y danse avec les « bébés ballerines » Irina Baranova, Tamara Toumanova et Tatiana Riabouchinska et acquiert une expérience de la danse avec une entreprise beaucoup plus grande que le Ballet Rambert. À la fin de cette saison, elle est invitée à se joindre à la société, pour sa tournée en Australie, mais la guerre étant imminente, elle refuse.
Elle passe le reste de sa carrière comme danseuse principale avec le Ballet international. Vera Volkova la rejoint en 1941. Le répertoire de la compagnie, au cours de ses 12 ans d'existence est de 22 ballets et Inglesby danse dans la plupart d'entre eux, y compris les rôles classiques de Giselle, Swanhilda dans Coppélia, Aurore dans La belle au bois Dormant et Odette/Odile dans le Lac des Cygnes:33.
La revue Ballet Today l'a décrite comme ayant « des remarquables qualités de danseuse ; elle est extrêmement légère, rapide et aérienne, avec de forts, de beaux pieds. »